# Eddi Reader
Eddi Reader (Glasgow, 29 augustus 1959) is een Schots zangeres. Zij heeft deel uitgemaakt van Fairground Attraction en zong ook als achtergrondzangeres bij Alison Moyet en Eurythmics. Reader treedt sinds 1992 als soloartieste op.
Reader ontving gedurende haar carrière drie Brit Awards. De eerste twee ontving ze met Fairground Attraction in 1989 voor het album First of a million kisses en de van dat album afkomstige single Perfect. In 1995 won ze als soloartiest een Brit Award in de categorie Best female singer met haar tweede soloalbum Eddi Reader.

## Discografie
- Mirmama, 1992
- Eddi Reader, 1994
- Candyfloss and medicine, 1996
- Angels & electricity, 1998
- Simple soul, 2001
- Driftwood','(2001
- Eddi Reader sings the songs of Robert Burns, 2003
- Peacetime, 2007
- Love is the way, 2009
- Vagabond, 2014
- Cavalier, 2018